# ビアース川の戦い
ビアース川の戦い（ビアースがわのたたかい）は、1285年にチャガタイ・ハン国と奴隷王朝の間で発生した戦闘。奴隷王朝のスルタンであるギヤースッディーン・バルバンは、チャガタイ・ハン国に対抗するためムルターンとラホールに己の「血と鉄」と称する要塞線を張り、ビアース川をその一部と位置付けていた。ここで奴隷王朝軍はチャガタイ・ハン国軍を撃退することに成功したが、指揮官であったギヤースッディーン・バルバンの子ムハンマド・ハーンは戦死した。

## 一次史料
- Tarikh-i-Firuz Shahi ジャウッディーン・バラーニー（英語版）